# Lijmverf
Lijmverf, ook wel lijmtempera genoemd, is een verfsoort die gemaakt wordt uit dierlijke lijm, bijvoorbeeld uit beenderlijm of huidenlijm. De gelatineachtige lijm wordt lang geweekt, vervolgens opgelost in warm water, waarna er pigment doorheen gewreven wordt. De verf is mat van kleur, en niet watervast. Lijmverf schilderijen op doek werden Tüchlein genoemd.
Met lijmverf wordt ook wel een type niet-watervaste muurverf aangeduid ("veegvaste muurverf") die gebaseerd is op methylcelluloselijm (behangplaksel).

## Toepassingen

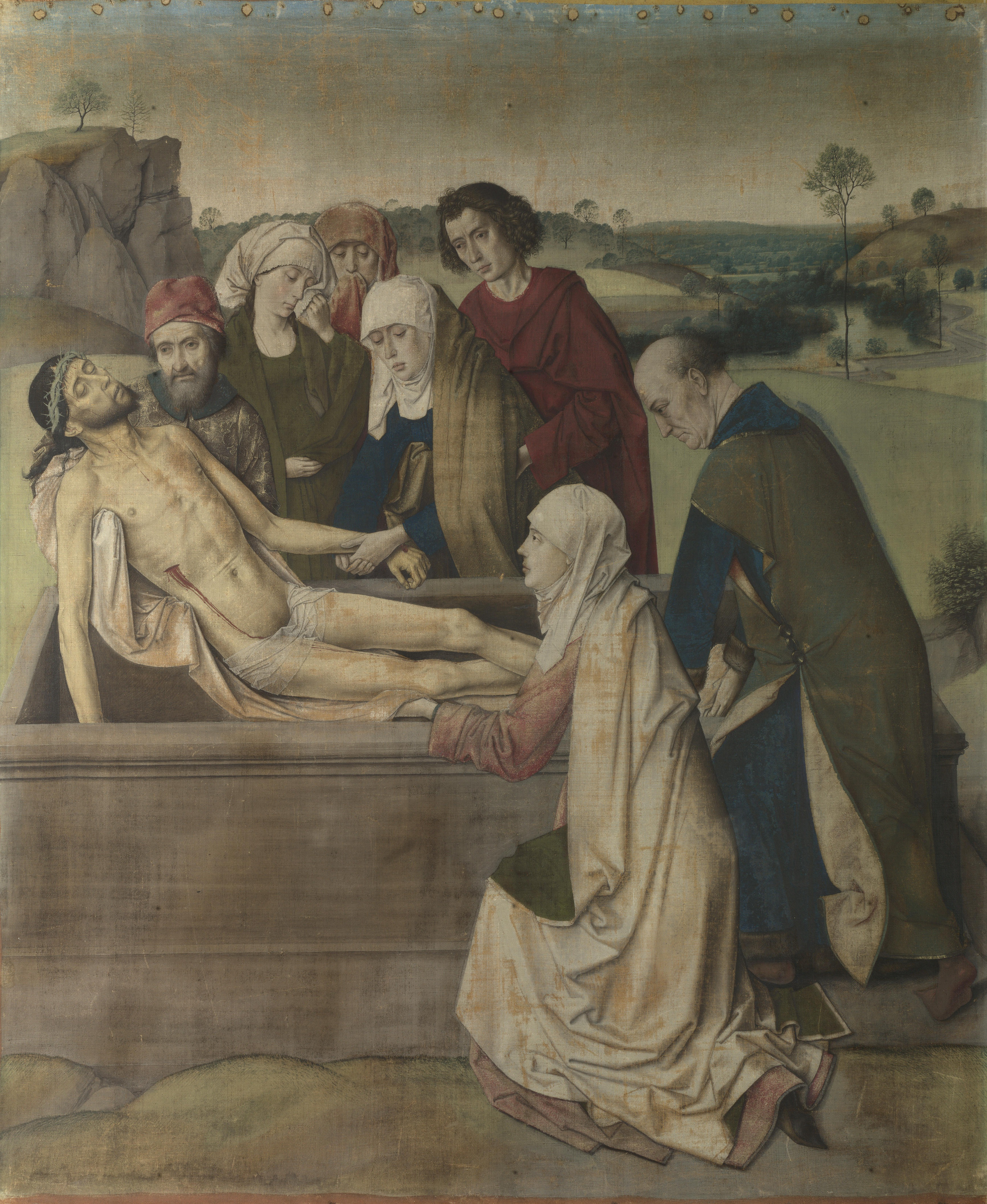
Kruisaflegging van Dirk Bouts

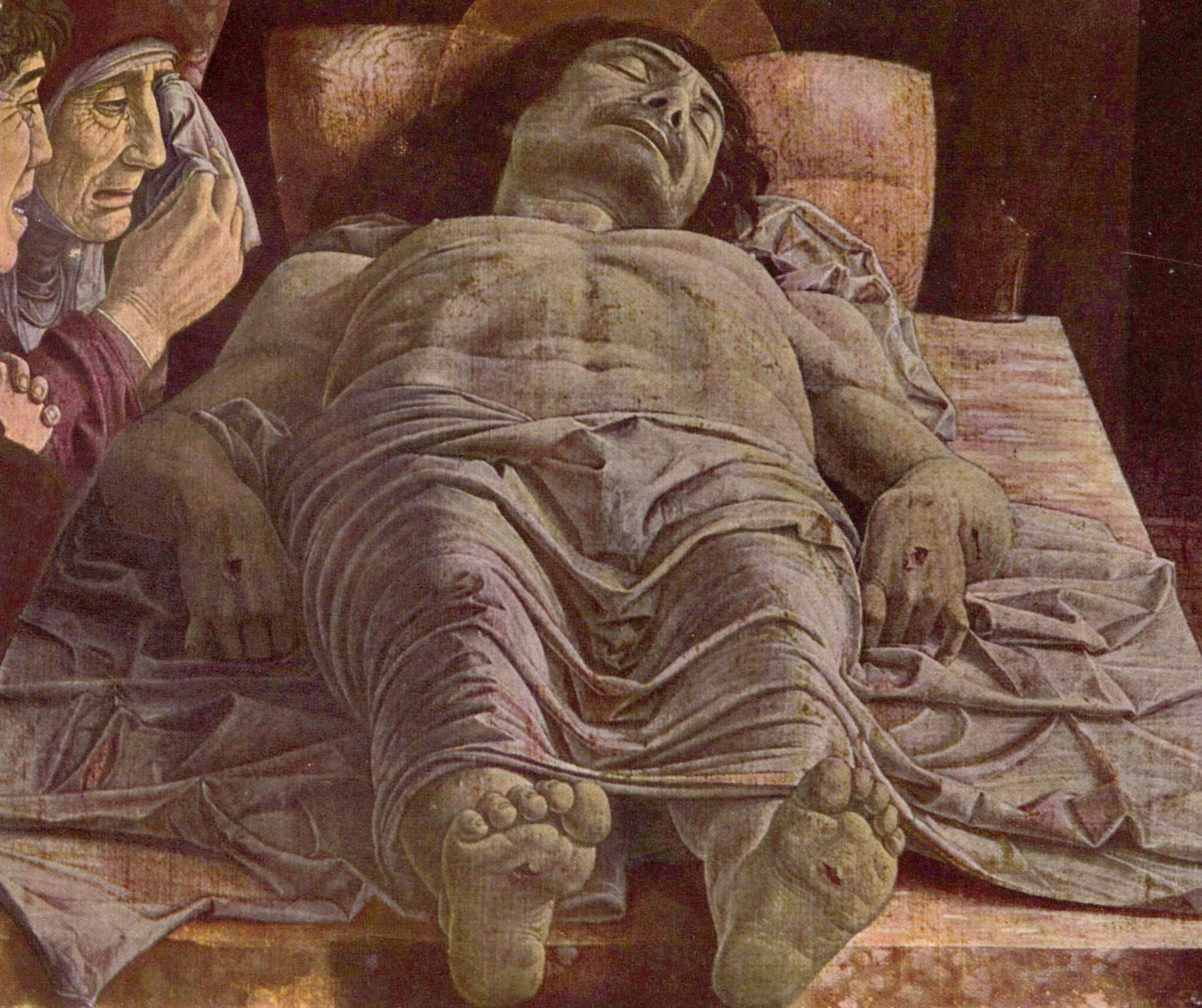
Mantegna, de dode Christus

Verschillende kunstenaars gebruikten lijmverf in hun werk, maar meestal niet in al hun schilderijen. Voorbeelden zijn:
- Mantegna, met name zijn beroemde schilderij van de afgelegde Christus in sterk verkort.[1]
- Dirk Bouts, Kruisaflegging uit 1450.[1]
- Édouard Vuillard Lunch te Vasouy, uit 1901
- Henri Matisse Le luxe II, uit 1908

## Soortgelijke verftypes
- Gouache of plakkaatverf wordt gemaakt door pigment te mengen met dextrine of arabische gom, hetgeen natuurlijk ook een soort lijm is.[3]
- Eitempera wordt gemaakt door het pigment te vermengen met eigeel.